# Понте д'Арли (Асколи Пичено)
Понте д'Арли (итал. Ponte d'Arli) насеље је у Италији у округу Асколи Пичено, региону Марке.
Према процени из 2011. у насељу је живело 202 становника. Насеље се налази на надморској висини од 269 м.